# كلارنس دنيس كوغلين
كلارنس دنيس كوغلين هو مدرس وقاضي ومحامي وسياسي أمريكي، ولد في 27 يوليو 1883 في كينغستون في الولايات المتحدة، وتوفي في 15 ديسمبر 1946. نشط حزبياً في الحزب الجمهوري. وقد انتخب عضو مجلس النواب الأمريكي ‏.